# Meoneura scutellata
Meoneura scutellata är en tvåvingeart som beskrevs av Deeming 1976. Meoneura scutellata ingår i släktet Meoneura och familjen kadaverflugor.
Artens utbredningsområde är Nigeria. Inga underarter finns listade i Catalogue of Life.